# بوژشکووه
بوژشکووه (به لهستانی:  Borzyszkowy) یک روستا در لهستان است که در گمینا لیپنگتسا واقع شده‌است. بوژشکووه ۲۴۳ نفر جمعیت دارد و ۱۶۰ متر بالاتر از سطح دریا واقع شده‌است.